# Santa Maria del Puig (Tercui)
Santa Maria del Puig era l'església romànica d'un monestir depenent de Sant Pere de Rodes que hi havia en el poble de Tercui, en el terme actual de Tremp, dins de l'antic terme de Sapeira.
El 1061 els comtes Ramon i Valença cediren una partida de terra erma al Puig de Tercui als monjos Guillem i Ponç, amb la condició que hi erigissin una església. Fou l'inici d'una comunitat, amb abat propi, que depenia de Sant Pere de Rodes. Posseïa la categoria de Paborde, títol que conservà, mentre visqué a Tercui, el rector de la parròquia en dissoldre's la comunitat religiosa. Aquesta pabordia implicava el senyoriu sobre el poble de Tercui per part del rector.
L'església de santa Maria ja degué ser abandonada al segle xii, passant la comunitat i la pabordia a l'església parroquial de sant Pere.
És d'una sola nau, de la qual només es conserva part dels murs nord i sud. L'absis semicircular, a llevant, només es conserva en part; hi ha una finestra d'una sola esqueixada. L'aparell és de pedra sorrenca, ben tallat, posat en filades uniformes i regulars, com és característic de les esglésies de darreries del segle xi o principis del següent.